# А-135

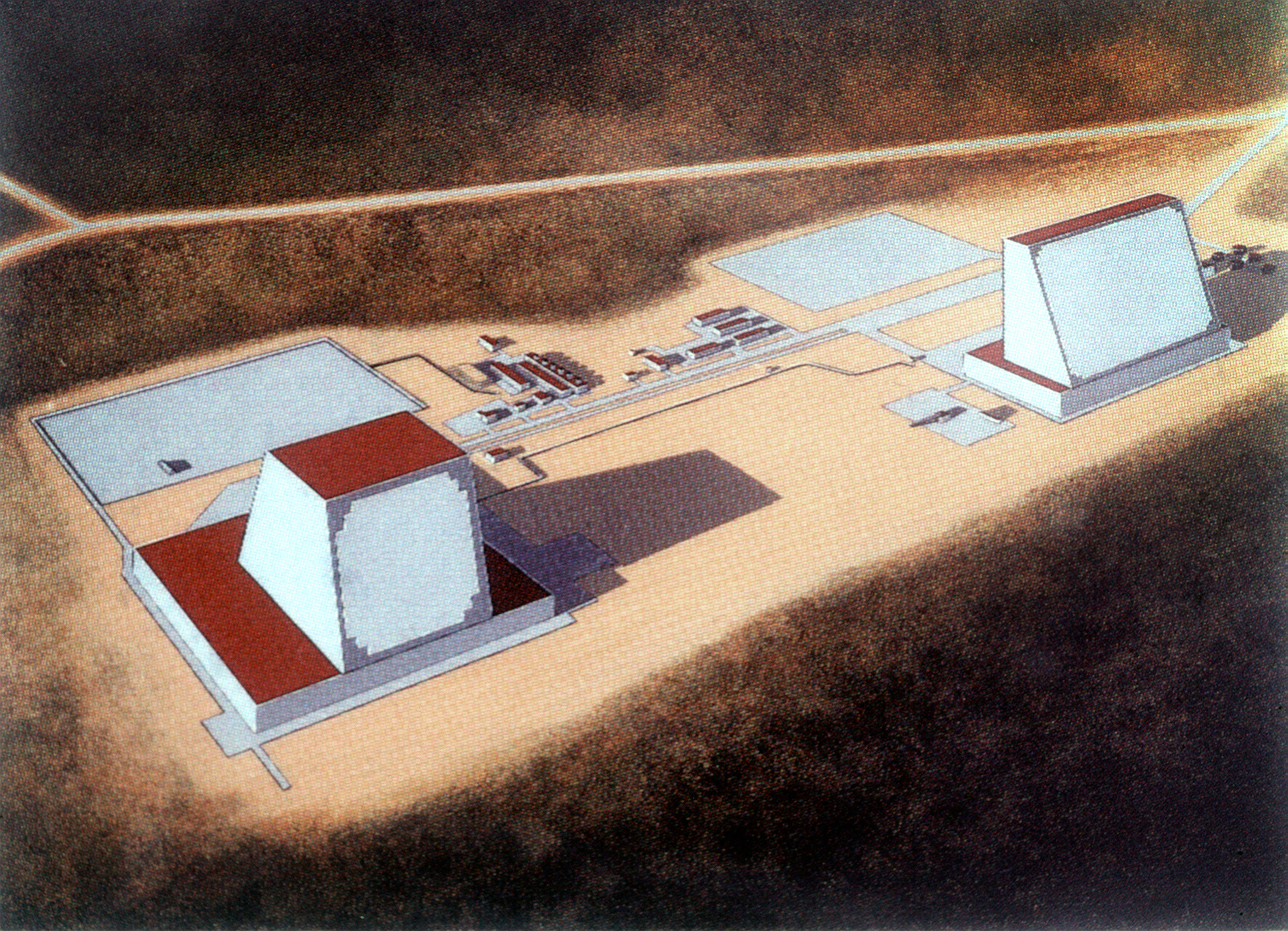
Один из набросков 1980 года, художник изобразил комплекс «Дарьял» в городе Печоре

Система противоракетной обороны (ПРО) А-135 «Амур» — советская и российская система противоракетной обороны (защиты) города Москвы.
Согласно договору об ограничении систем ПРО между СССР и США 1972 года, система ПРО А-135 предназначена «для отражения ограниченного ядерного удара по советской столице и центральному промышленному району».

## История создания
Разработка началась в 1971 году для замены системы ПРО А-35.
Строительство полигонного образца системы — «Амур-П» — начато в 1976 году. Строительство объектов системы ПРО А-135 было начато в 1980 году. Первые пуски противоракет А-925 и 53Т6 — в 1979 году. Государственные испытания системы А-135 состоялись в декабре 1989 года и в декабре 1990 года система принята в эксплуатацию.
17 февраля 1995 года система ПРО А-135 принята на вооружение ВС РФ (по другим данным — в 1989 году, ВС СССР).
Генеральным конструктором системы являлся Анатолий Георгиевич Басистов. Головные предприятия по разработке А-35, А-135 — ЦНПО «Вымпел» и НИИ Радиоприборостроения.
Военно-техническая концепция А-135 после первого эшелона обнаружения целей тепловизионной системой «Око» предусматривала:
- поражение боевых блоков межконтинентальных баллистических ракет противника, летящих со скоростью 6 — 7 км/с[4], противоракетами с ядерными боезарядами;
- использование двух эшелонов перехвата целей: противоракетами дальнего действия на больших высотах вне атмосферы и противоракетами меньшей дальности в атмосфере;
- селекцию (различение) тяжёлых боеголовок МБР от лёгких ложных (маскирующих) целей при помощи стрельбовых радиолокаторов.

На заатмосферном участке в качестве различительного (селектирующего) признака использовалось изменение траектории полёта целей под воздействием ядерного (так называемого селектирующего) взрыва, а различение лёгких и тяжёлых целей в атмосфере проводилось по характеру их торможения в воздушном потоке (лёгкие цели начинали отставать от тяжёлых).
Научно-техническим новшеством было использование радиолокационных станций с неподвижными многоэлементными фазированными антенными решётками, что обеспечивало широкоугольный сектор обзора (сканирования) пространства в азимутальной и вертикальной плоскостях.

## Состав системы А-135
По общей архитектуре комплекс А-135 был близок к американской системе стратегической противоракетной обороны Sentinel/Safeguard, имея больше общего с ней, чем с предшествующим А-35.

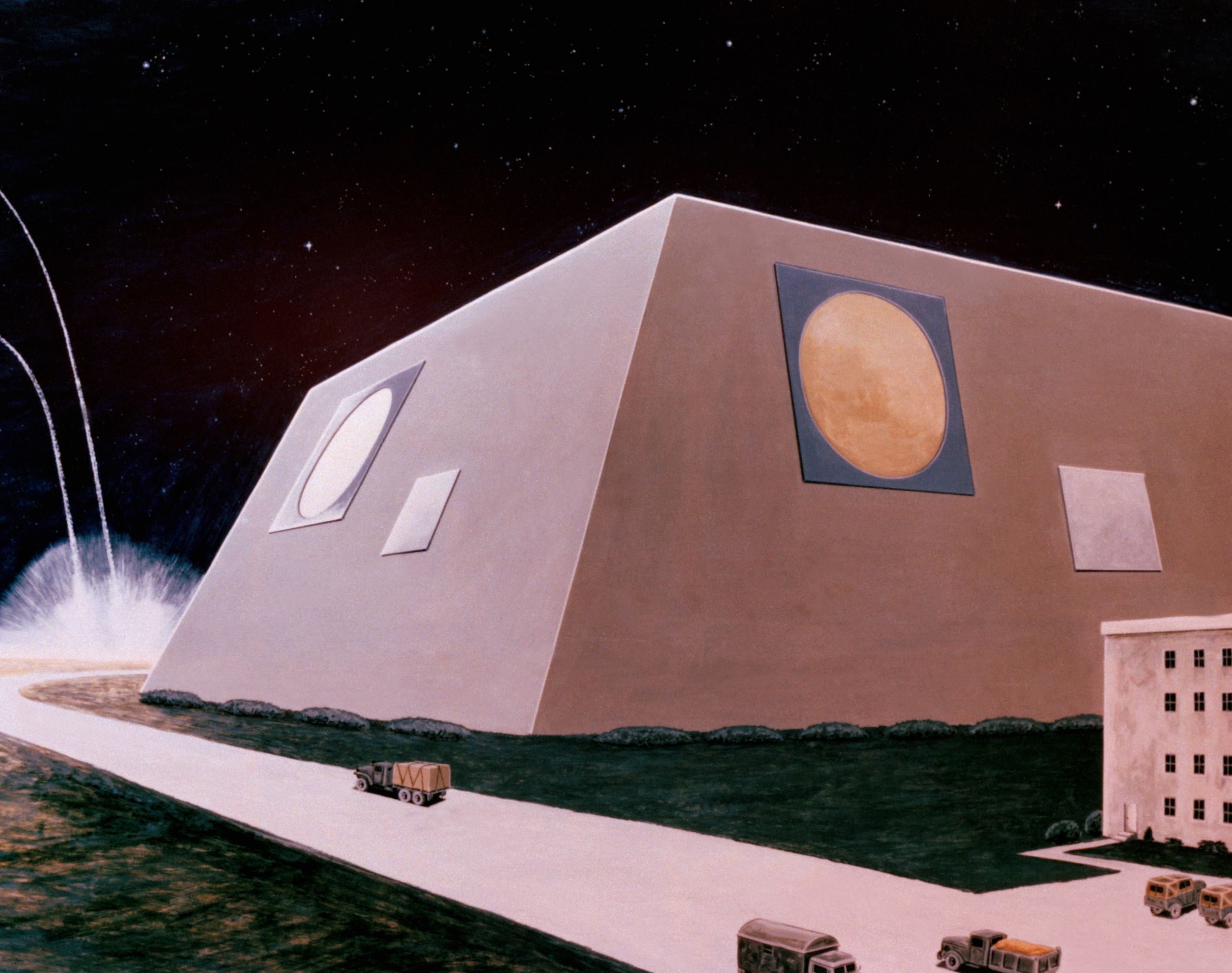
Один из набросков 1980 года, художник изобразил Дон-2Н (радар ПРО).

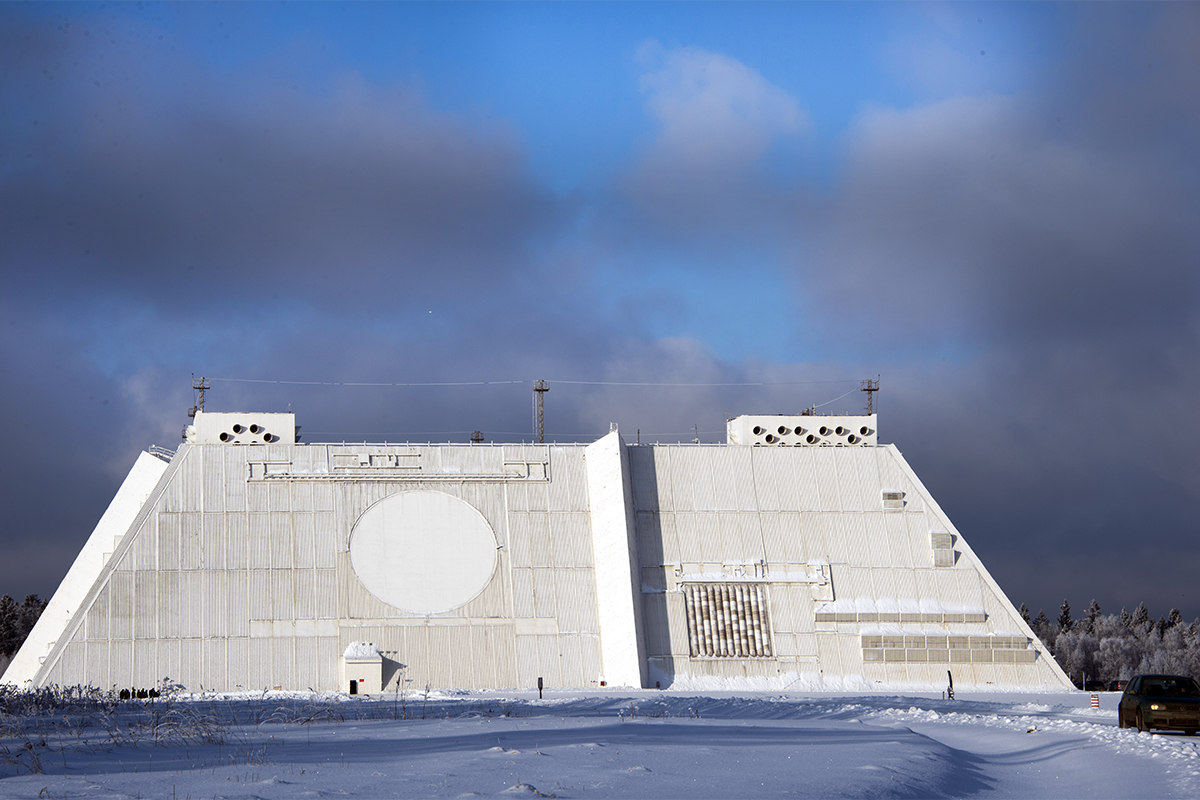
Радар Дон-2Н.

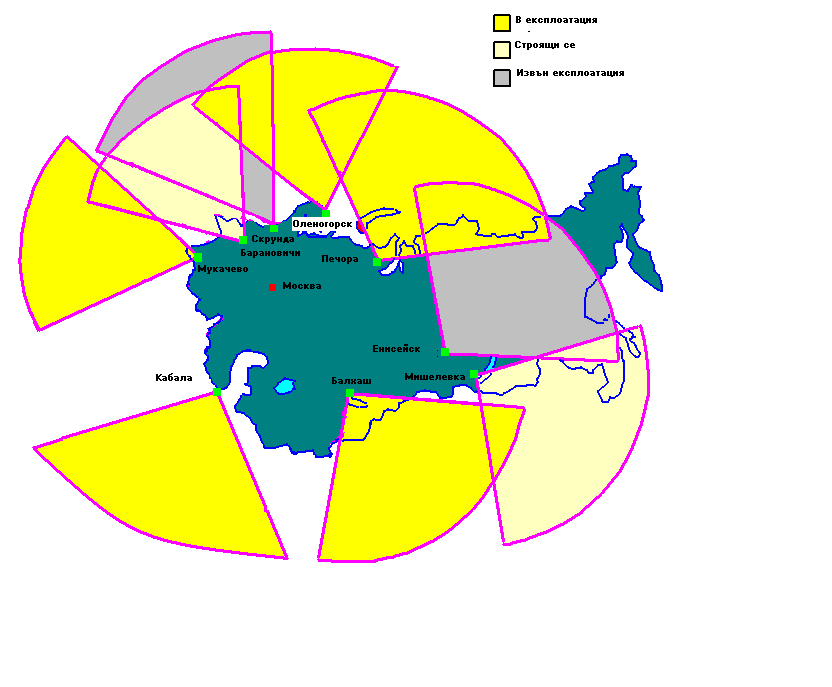
Зоны покрытия РЛС типа «Дарьял».

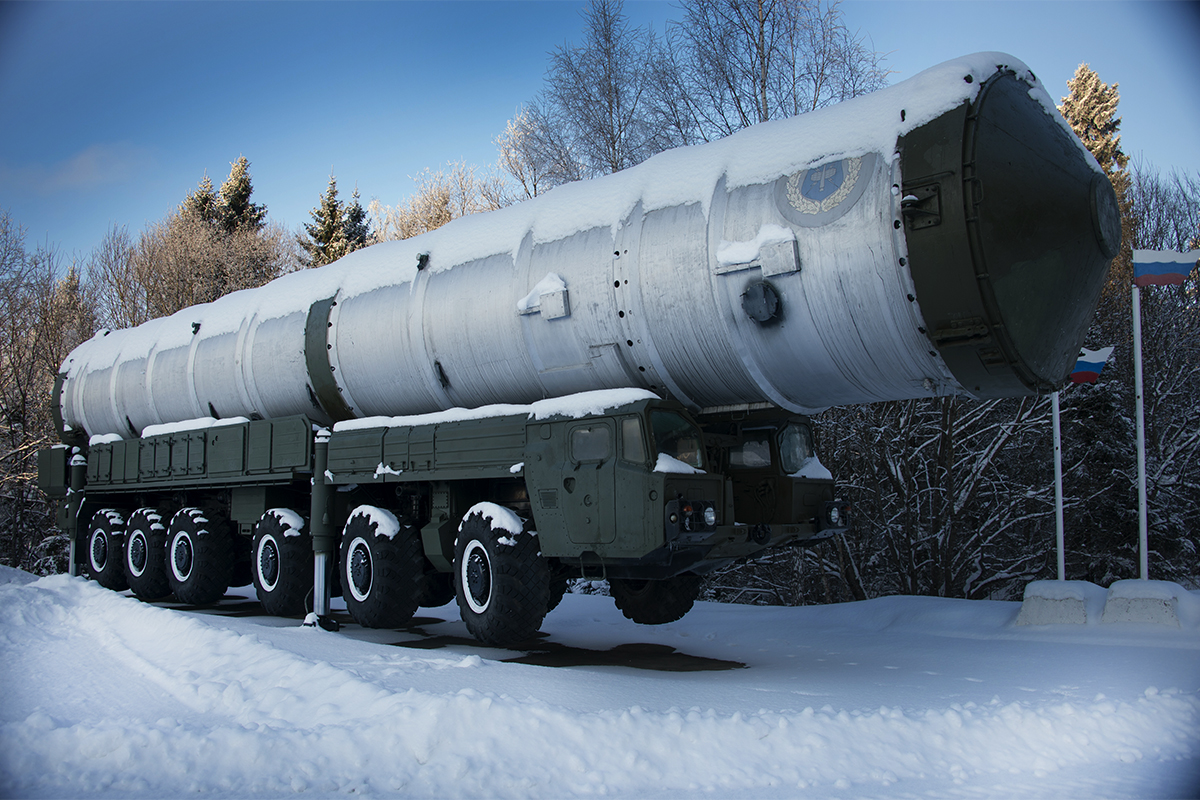
Транспортно-загрузочная машина на шасси МАЗ-547А для противоракет дальнего перехвата 51Т6.

- РЛС 5Н20 «Дон-2Н» (пгт Софрино под Москвой).
- противоракеты дальнего перехвата 51Т6 «Азов», не стоят на вооружении на 2023 год.[5] Противоракеты 51Т6 были расположены на двух стрельбовых комплексах (Наро-Фоминск (8 ПУ), г. Сергиев Посад-15 Жуклино (Александровский район, 8 ПУ)).
- 68 противоракет ближнего перехвата 53Т6, по состоянию на 2023 год[5], расположенные на пяти стрельбовых комплексах (Развилка (Апаринки) (16 ПУ) (сокращён), Сходня (16 ПУ), Королёв (12 ПУ), Внуково (12 ПУ), Софрино (12 ПУ)).
- Командно-вычислительный пункт 5К80 с вычислительной системой «Эльбрус» (г. Пушкино, Московская обл.) и «Заря» (г. Балашиха, Московская обл.).

### Противоракета 51Т6 (А-925)
51Т6 «Азов», по кодификации NATO  SH-11/ABM-4 GORGON — противоракета дальнего перехвата, осуществляющая перехват за пределами атмосферы. Противоракеты оснащены специальными (ядерными) головными частями. В 2002—2003 годах (по другим данным — в 2006 году) были сняты с вооружения в связи с истечением срока службы. По некоторым непроверенным данным, часть ракет остаётся в боевой готовности в шахтах близ Солнечногорска.
Характеристики противоракеты:
- Длина: 19,8 м (по другим данным — 22 м).
- Диаметр: 2,57 м.
- Масса: 33000 кг (по другим данным — 45000 кг[9]).
- Дальность стрельбы, максимальная: 350 км (по другим данным — 850 км[10]).
- Дальность стрельбы, минимальная: 130 км[10].
- Высота зоны поражения, максимальная: 670 км[10].
- Высота зоны поражения, минимальная: 70 км[10].
- Тип боевой части: специальная (ядерная).
- Мощность боевой части: по разным источникам — до 10—20 килотонн; от 1 мегатонны до 2 — 3 мегатонн; 1,4 Мт.[9].
- Тип пусковой установки: шахтная.

### Противоракета 53Т6 (ПРС-1)
53Т6 (ПРС-1), по кодификации NATO SH-08/ABM-3A GAZELLE — противоракета ближнего перехвата.
По некоторым сообщениям, гарантийный срок подобных ракет давно истёк. Поэтому, 20 декабря 2011 года на полигоне Сары-Шаган (в Казахстане) был произведён контрольный пуск с целью продления сроков их эксплуатации. 21 июня 2016 года в 7 часов 00 минут (мск) успешно проведён испытательный пуск противоракеты ближнего действия российской системы противоракетной обороны  (ПРО).
Целью проведения пуска явилось подтверждение тактико-технических характеристик противоракет системы ПРО, находящихся на вооружении ВКС.
Характеристики противоракеты:
- Длина: 10 м (по другим данным — 12 м; 12,02 м[10]).
- Диаметр: 1 м (1,7 м; 1,72 м[10]).
- Масса: 10 т (9693 кг[10]).
- Тип боевой части: специальная (ядерная).
- Мощность боевой части: 10 кт.
- Дальность стрельбы, максимальная: 80-100 км[10].
- Дальность стрельбы, минимальная: 20,8 км[10].
- Высота зоны поражения, максимальная: 45 км[10]. 53Т6М — 100 км[13]
- Высота зоны поражения, минимальная: до 5 км[10].
- Скорость ракеты: 5,2-5,5 км/с (5500 м/с[10]).
- Время полёта: не более 12 секунд.
- Время разгона до максимальной скорости (по разным данным) — 3—4 секунды[14]
- Время выхода из пусковой установки с момента запуска — 0,2—0,4 секунды.
- Максимальные перегрузки:
  - продольная — 210 g;
  - поперечная — 90 g.
- Угол отклонения ракеты после старта: до 70 градусов.
- Тип пусковой установки: шахтная.

### Противоракета ПРС-1M
Испытательный пуск проведён в начале 2018 года на полигоне Сары-Шаган.

## Сравнительная характеристика
| Основные сведения и тактико-технические характеристики стратегических комплексов (систем) противоракетной обороны СССР и России | Основные сведения и тактико-технические характеристики стратегических комплексов (систем) противоракетной обороны СССР и России | Основные сведения и тактико-технические характеристики стратегических комплексов (систем) противоракетной обороны СССР и России | Основные сведения и тактико-технические характеристики стратегических комплексов (систем) противоракетной обороны СССР и России | Основные сведения и тактико-технические характеристики стратегических комплексов (систем) противоракетной обороны СССР и России | Основные сведения и тактико-технические характеристики стратегических комплексов (систем) противоракетной обороны СССР и России | Основные сведения и тактико-технические характеристики стратегических комплексов (систем) противоракетной обороны СССР и России | Основные сведения и тактико-технические характеристики стратегических комплексов (систем) противоракетной обороны СССР и России | Основные сведения и тактико-технические характеристики стратегических комплексов (систем) противоракетной обороны СССР и России | Основные сведения и тактико-технические характеристики стратегических комплексов (систем) противоракетной обороны СССР и России | Основные сведения и тактико-технические характеристики стратегических комплексов (систем) противоракетной обороны СССР и России |
| Характеристики | Наименование комплекса (системы) ПРО                                                                                            | Наименование комплекса (системы) ПРО                                                                                            | Наименование комплекса (системы) ПРО                                                                                            | Наименование комплекса (системы) ПРО                                                                                            | Наименование комплекса (системы) ПРО                                                                                            | Наименование комплекса (системы) ПРО                                                                                            | Наименование комплекса (системы) ПРО                                                                                            | Наименование комплекса (системы) ПРО                                                                                            | Наименование комплекса (системы) ПРО                                                                                            | Наименование комплекса (системы) ПРО                                                                                            |
| Характеристики | «А» | «А-35» | «А-35Т» | «А-35М» | «С-225» | «С-375» | «А-135» | «А-135» | «А-235» | «А-235» |
| --- | --- | --- | --- | --- | --- | --- | --- | --- | --- | --- |
| Разработчик (изготовитель) | СКБ-30, МКБ «Факел» | ЦНПО «Вымпел», МКБ «Факел» | СКБ-30 | ЦНПО «Вымпел», МКБ «Факел» | ЦКБ «Алмаз» | ЦКБ «Алмаз» | ЦНПО «Вымпел», МКБ «Факел», ЕМКБ «Новатор»                                                                                      | ЦНПО «Вымпел», МКБ «Факел», ЕМКБ «Новатор»                                                                                      | ЦНПО «Вымпел» | ЦНПО «Вымпел» |
| Год(ы) окончания проекта | 1961—1963 | 1972—1974 | 1973 | 1978 | 1985 | 1991 | 1995 | 1995 | ?? | ?? |
| Принятие на вооружение | Нет | Да | Нет | Да | Нет | Нет | Да | Да | Н/д | Н/д |
| Тип ракеты | В-1000 | А-350Ж | А-350М | А-350Р | ПРС-1 / В-825 | ПРС-1 | 51Т6 типа А-350 | 53Т6 | 51Т6 мод. | 14Ц033 |
| Число ступеней | 2 | 2 | 2 | 2 | 2 | 2 | 2 | - | 2 | 2 |
| Тип двигателя (стартовый/маршевый) | РДТТ/ЖРД | РДТТ/ЖРД | РДТТ/ЖРД | РДТТ/ЖРД | РДТТ/РДТТ | РДТТ/РДТТ | РДТТ/ЖРД | РДТТ | РДТТ/ЖРД | ЖРД/ЖРД |
| Тип боевой части | о.-ф., ядерная | ядерная | ядерная | ядерная | ядерная | ядерная | ядерная | ядерная | ядерная | о.-ф., ядерная |
| Стартовая масса ракеты, т | — | 33 | — | 33 | — | — | 33 | 10 | — | 9,6 |
| Длина ракеты, м | 12,4—14,5 | 19,8 | — | 19,8 | — | — | 19,8 | 10,0 | — | — |
| Диаметр корпуса, м | 1,0 | 2,57 | — | 2,57 | — | — | 2,57 | 1,0 | — | — |
| Дальность действия, км | — | 350 | — | 350 | — | 500—1000 | 350 | 80 | 1000—1500 | 200—300 |
| Скорость полёта, м/с | 1000 | — | — | — | — | 2000—5000 | — | 3000 | — | — |
| Система наведения | радиокомандная | радиокомандная | радиокомандная | радиокомандная | радиокомандная | радиокомандная | радиокомандная | радиокомандная | радиокомандная | радиокомандная |
| Источник информации: Щит России: системы противоракетной обороны. — М.: Изд-во МГТУ им. Н. Э. Баумана, 2009. — С. 270. — 504 с. — ISBN 978-5-7038-3249-3. Примечание: Проекты А-35Т, С-225 и С-375 были прекращены на различных стадиях проведения опытно-конструкторских работ. Проект А-235 находится на стадии полигонных испытаний. | | | | | | | | | | |

## Испытания

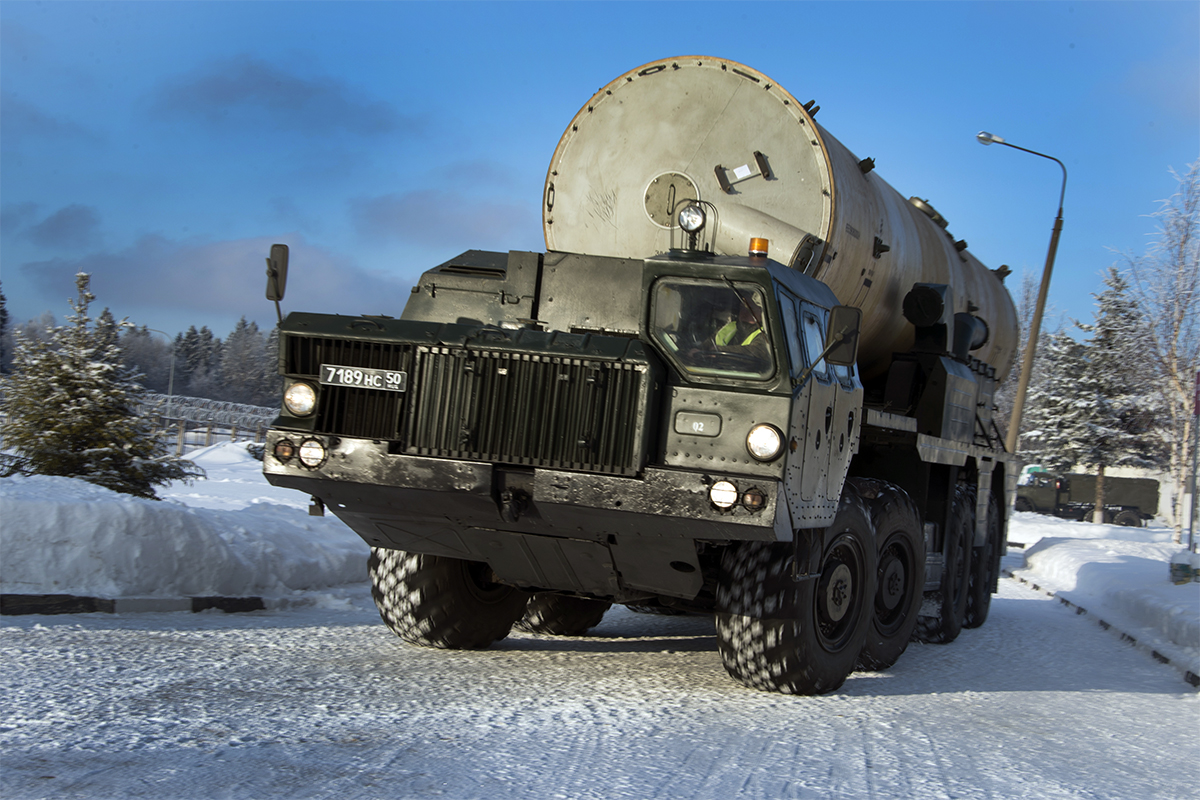
ТЗМ 5Т92 для противоракет ближнего перехвата 53Т6.

На полигонном комплексе 5Ж60П «Амур-П» за всё время его эксплуатации проведено 19 пусков ракет 51Т6, 37 пусков ракет 53Т6, 28 проводок заказных баллистических целей и 1900 циклов моделирования.
18 июня 1982 году в рамках учений «Щит-82» («Семичасовая ядерная война») две противоракеты на полигоне Сары-Шаган совершили перехват боевых блоков (боеголовок) баллистических ракет — РСД-10 (запущена с полигона Капустин Яр) и БРПЛ Р-29 (запущена с ПЛАРБ Северного флота ВМФ СССР).
В ноябре 2004 года в Сары-Шагане, Казахстан, была испытана противоракета ближнего радиуса действия с модернизированным программным обеспечением.
11 октября 2007 года с полигона Сары-Шаган был произведён пуск противоракеты 53Т6 по условной цели. Начиная с 1999 года пуски ПР 53Т6 проводятся ежегодно, главным образом с целью продления назначенного ресурса системы, в данное время составляющего 12,5 года. Служба информации и общественных связей РВСН сообщила, что это уже 42-й пуск противоракеты данного типа с 1983 года.
20 декабря 2011 года проведено первое испытание 53Т6 с вновь произведённым двигателем.
21 июня 2016 года был успешно проведён испытательный пуск противоракеты ближнего действия российской системы ПРО.
1 апреля 2018 года Министерство Обороны разместило видеоролик про испытательный пуск новой модернизированной ракеты российской системы ПРО на полигоне Сары-Шаган в Казахстане, в котором, по данным СМИ, производится запуск противоракеты ПРС-1М, оснащённой новым двигателем и имеющей лучшие технические характеристики по сравнению с 53Т6. Ракета создавалась для замены предыдущей модели.

## Дальнейшее развитие системы
Дальнейшим развитием системы А-135 является: без снятия с боевого дежурства нынешняя боевая система ПРО А-135 «Амур» шахтного базирования дополняется новым эшелоном антиракет дальнего (заатмосферного) перехвата А-235 «Нудоль» мобильного базирования.
Командование Войск воздушно-космической обороны ВС России планировало весной — осенью 2013 года провести опытные и учебно-боевые испытания новой системы противоракетной обороны А-235 «Нудоль» (ранее «Самолёт-М»), которая в перспективе должна будет заменить устаревшую А-135 «Амур». Противоракеты комплекса А-235 могут нести как кинетическую, так и ядерную боеголовку, в то время как ракеты-перехватчики системы А-135 оснащены только ядерными боеголовками из-за малой вероятности прямого попадания средства поражения в баллистическую цель. В комплекс А-235 войдут радиолокационная станция «Дон-2М» (в состав действующей системы А-135 входит радар «Дон-2Н», предположительно модернизированный до версии «Дон-2НП»), а также противоракеты дальнего и среднего радиуса действия. Контракт на создание системы А-235 был подписан в 1991 году, а окончание работ по проекту намечено на 2015 год.
В августе 2014 года объявлено о начале испытаний противоракет для комплекса А-235.
В декабре 2018 года, по информации Пентагона, были проведены успешные испытания противоракеты.
В 2020 году серия испытательных пусков А-235 заканчивается и через год она полностью войдёт в строй.
Последнее успешное испытание новой противоракеты состоялось 2 декабря 2022 года на полигоне Сары-Шаган.

### Фото
- фото ПВО.
| Советские системы противоракетной обороны страны | Советские системы противоракетной обороны страны |
| --- | ------------------------------------------------ |
| - А - А-35 - А-35М - А-35Т - А-60 - А-135 - А-235 - А-1035 - «Аврора» - «Анти-Фау» - «Барьер» - «Даль» - «Заслон» - «Кивач» - «Наряд» - С-225 - С-375 - С-550 - «Сатурн» - «Таран—Закат» - «Терра-3» |                                                  |
| Программы разработки Д-20 (ИСВ-48) РП-412 СК-1000 СП-2000 Терра |                                                  |
| Нереализованные проекты выделены курсивом. |                                                  |